# Палаты Арасланова
Пала́ты Арасла́нова — памятник архитектуры XVII века в Москве. Располагается в Пресненском районе Центрального административного округа. Имеют статус объекта культурного наследия федерального значения.

## История
Палаты были построены в XVII веке. В следующем веке палаты перестраивались.
В начале XVIII века палатами владел «провинцал-фискал» Григорий Арасланов. Согласно купчей, Арасланов «лета 1729 марта в 4 день… продал лейб-гвардии капитану лейтенанту князь Фёдору княж Петрова сыну Сонцова Засекина московский свой двор в Белом городе на Никитской Болшой улице на белой земле в приходе церкви Вознесения Господня… а на том дворе ево все каменное строение с сводами железными и з железными затворами и з дверми… А взял Григорий у него князь Фёдора за тот двор и за всякое строение денег 1300 рублев».
В 1806 году И. П. Шнур перпендикулярно пристроил к палатам новое строение, выходящее на Большую Никитскую. В 1860-х годах большая часть декора палат была утрачена, сохранились только арки первого этажа. Перед 1914 годом здание собирались сломать и разместить на этом месте шестиэтажный жилой дом, спроектированный архитектором И. Г. Кондратенко. Однако началась Первая мировая война, и эти планы не были реализованы.
К концу XX века здание в Брюсовом переулке ничем не выделялось из окружающей застройки. В 1990-х годах к одному из праздников здание решили покрасить. После снятия штукатурки были обнаружены фронтоны наличников палат. Тогда было принято решение провести полноценную реставрацию с восстановлением первоначального облика здания. После её окончания фасад здания был восстановлен.

## Архитектура
Палаты Арасланова расположены в начале Брюсова переулка и несколько отстоят от красной линии Большой Никитской улицы. Портал главного входа расположен на высоте полутора этажей, что является уникальным для архитектуры того времени. Предполагается, что внутри за этим порталом первоначально шла парадная лестница.